# Nowy Śleszów
Nowy Śleszów est une localité polonaise de la gmina de Żórawina, située dans le powiat de Wrocław en voïvodie de Basse-Silésie.